# Прво смртно искуство
Прво смртно искуство је босанскохерцеговачки филм кратки филм из 2001. године. Режирала га је Аида Бегић, која је уз помоћ Елме Татарагић написала и сценарио.